# Hyalinobatrachium dianae
Espèce
Hyalinobatrachium dianae est une espèce d'amphibiens de la famille des Centrolenidae.

## Répartition
Cette espèce est endémique du Costa Rica. Elle se rencontre entre 400 et 900 m d'altitude.

## Description
L'espèce a des yeux blancs globuleux avec des pupilles noires de forme horizontale qui ressemblent à celles du personnage des Muppets, Kermit la grenouille,,.

## Étymologie
Cette espèce est nommée en l'honneur de Janet Diane Kubicki, la mère de Brian Kubicki.

## Publication originale
- Kubicki, Salazar & Puschendorf, 2015 : A new species of glassfrog, genus Hyalinobatrachium (Anura: Centrolenidae), from the Caribbean foothills of Costa Rica. Zootaxa, no 3920, p. 69–84.